# Grigorij Černecov
Grigorij Grigor'evič Černecov in russo Григорий Григорьевич Чернецов? (Luch, 1802 – San Pietroburgo, 1865) è stato un pittore russo.
Si distingue principalmente per i paesaggi di varie parti della Russia, prodotti durante i suoi viaggi, ma è stato anche attivo come ritrattista e pittore di genere.

## Biografia
Černecov nacque a Luch, attualmente parte dell'Oblast' di Ivanovo, in Russia. Suo padre e suo fratello maggiore, Evgraf, erano pittori di icone. Anche suo fratello, Nikanor Černecov, tre anni più giovane di Grigorij, divenne un paesaggista e spesso lavorò insieme a lui.
Nel 1819, Grigory, incoraggiato da Pavel Svin'in, che in precedenza si era recato a Luch, arrivò a San Pietroburgo dove voleva iscriversi all'Accademia russa di belle arti  [1] ma non venne ammesso. Tuttavia, ottenne il permesso di lavorare a scuola due ore al giorno. Non gli fu concessa una borsa di studio e dovette vivere con il sostegno di suo padre, essendo costantemente a corto di denaro. Nel 1822 gli fu concessa la piccola medaglia d'argento per i suoi disegni e venne accettato all'Accademia, dove studiò con Aleksandr Varnek e Maksim Vorob'ev. Nel 1823 Nikanor lo raggiunse all'Accademia. I fratelli si diplomarono nel 1827 con piccole medaglie d'oro.
Dopo la laurea, Grigorij venne assunto come aiuto pittore presso la corte. I suoi compiti includevano la produzione di dipinti di eventi ufficiali come parate militari o ricevimenti ufficiali. In particolare, il suo dipinto più noto, La parata militare del 6 ottobre  1831 al Prato Caricyn, San Pietroburgo, incorpora i ritratti di numerosi suoi famosi contemporanei, tra cui Aleksandr Puškin, Vasilij Žukovskij, Ivan Krylov e Nikolaj Gnedič. Il dipinto fu creato dal 1832 al 1837 e alla fine fu acquistato dallo stato e regalato al futuro zar, Alessandro II.
Dal 1837 in poi, i fratelli Černecov lavorarono insieme. Nel 1838, viaggiarono lungo il Volga tra Rybinsk e Astrachan', facendo schizzi di paesaggi lungo la loro strada e in seguito utilizzarono questi schizzi per realizzare alcuni dipinti. Produssero anche un panorama delle rive del Volga, lungo 700 metri, che alla fine fu accettato in dono da Nicola I. Negli anni 1840, viaggiarono in Italia e nel Medio Oriente, ma i tentativi di vendere le litografie risultanti in Russia furono altamente infruttuosi. Quando Grigorij Černecov morì nel 1865, suo fratello non aveva abbastanza soldi per seppellirlo.
Nel 1833, i fratelli Černecov fecero pressioni per la creazione della prima scuola superiore a Luch.

## Opere

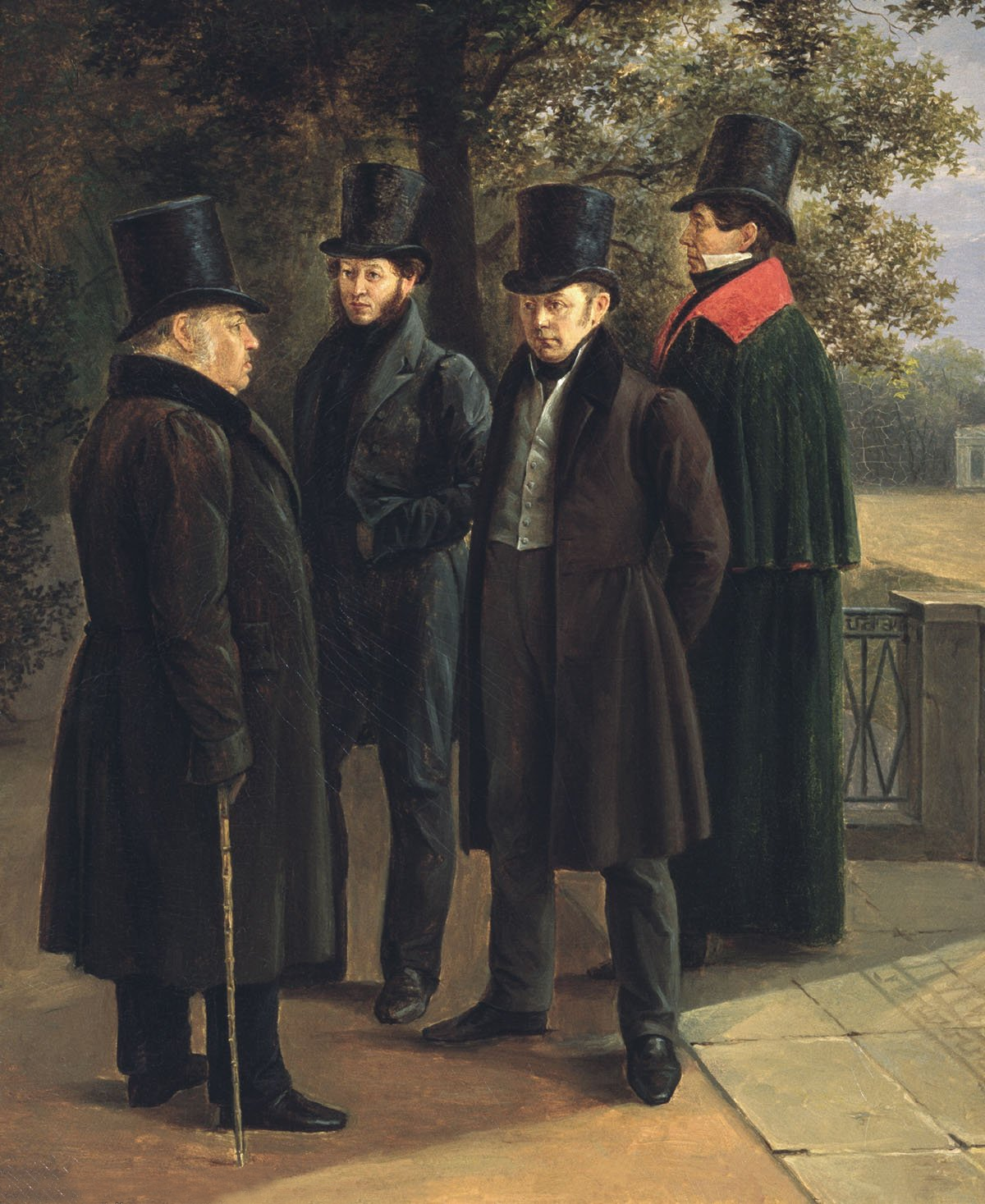
Ritratto collettivo di Ivan Andreevič Krylov, Aleksandr Sergeevič Puškin, Vasilij Andreevič Žukovskij e Nikolaj Ivanovič Gnedič
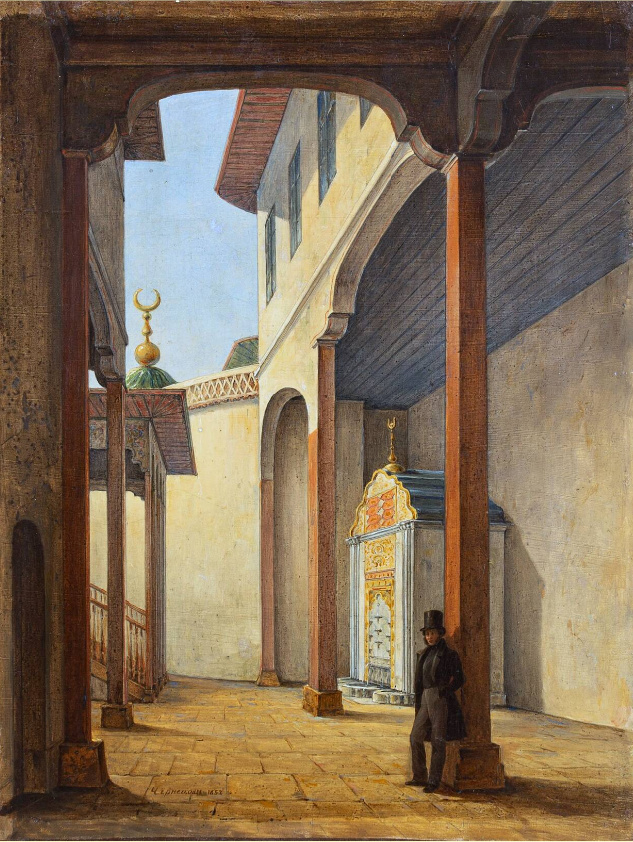
Aleksandr Sergeevič Puškin nel Palazzo Bachčisaraj
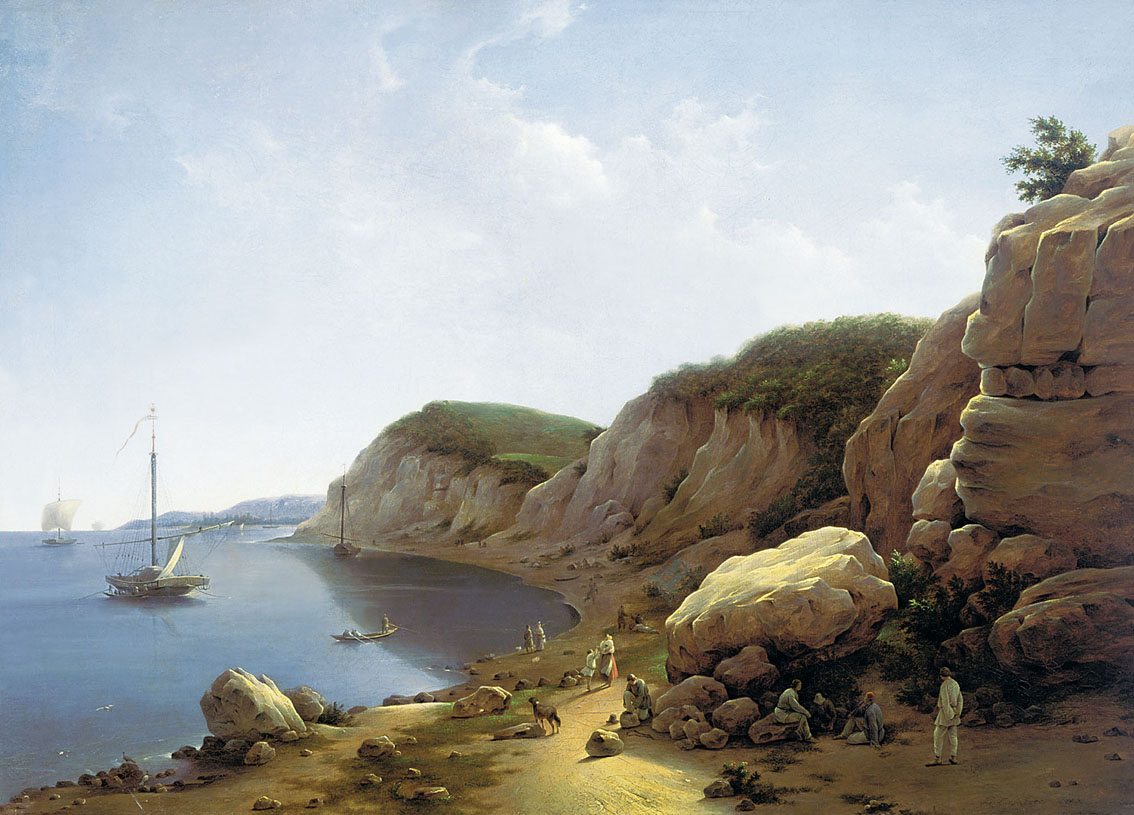
Veduta delle "montagne" di Sjukeevo, sul Volga, nel Governatorato di Kazan  (1840)
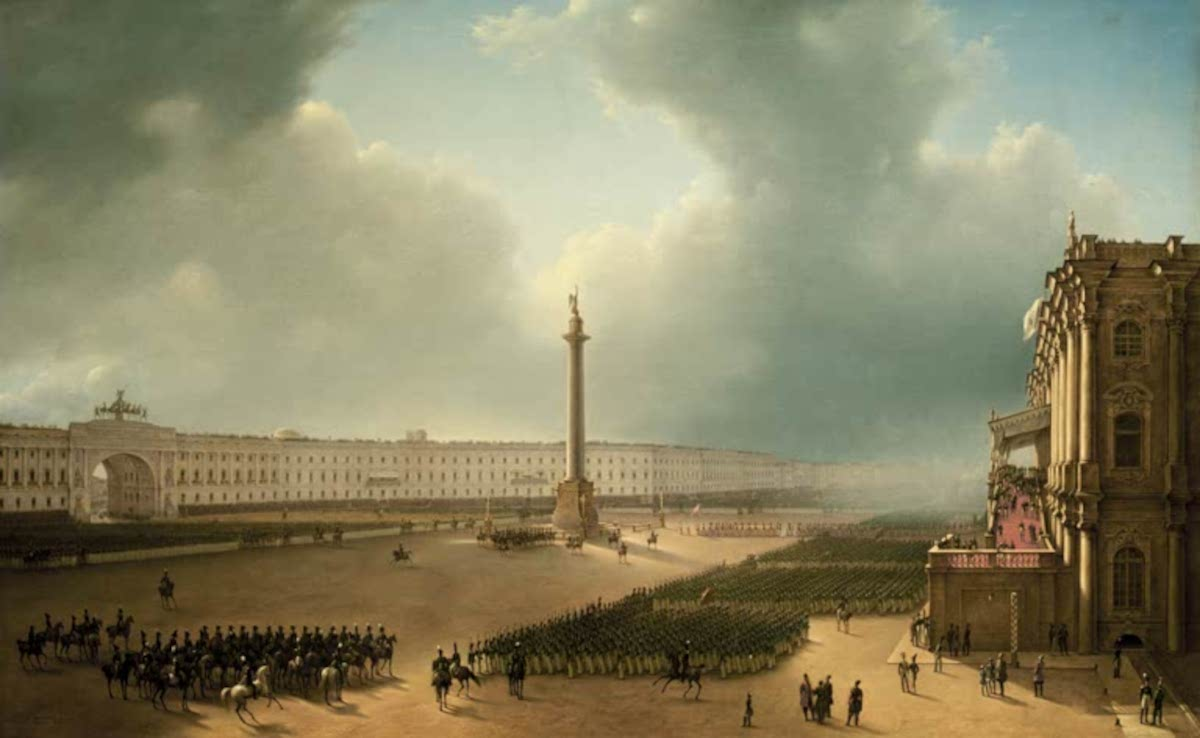
Parata sulla piazza del Palazzo d'Inverno a San Pietroburgo nel 1834 (1839)
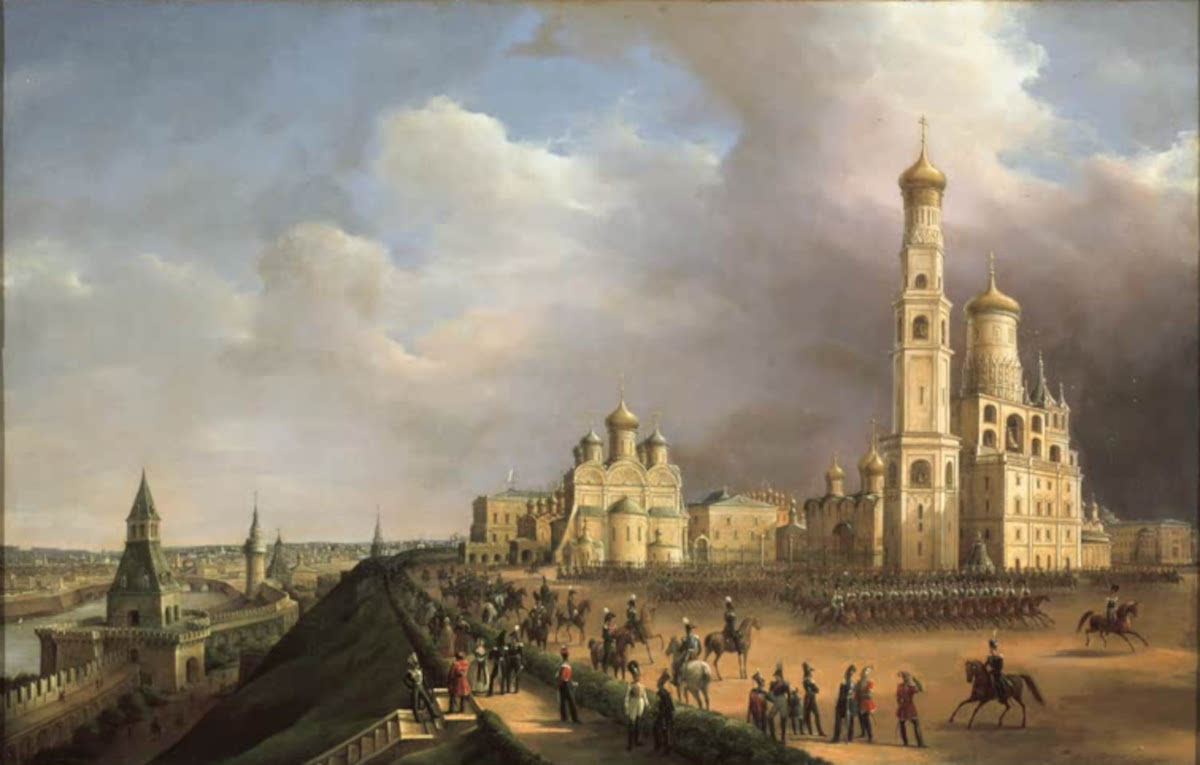
La sfilata al Cremlino nel 1839 (1841)